# WSOH
Koordinaten: 40° 20′ 7″ N, 83° 39′ 46″ W
WSOH oder WSOH-FM (Slogan: „Sounds of Hope“) ist ein US-amerikanischer nichtkommerzieller religiöser Hörfunksender aus Zanesfield im US-Bundesstaat Ohio. WSOH sendet auf der UKW-Frequenz 88,9 MHz. Eigentümer und Betreiber ist die Soaring Eagle Promotions, Inc.

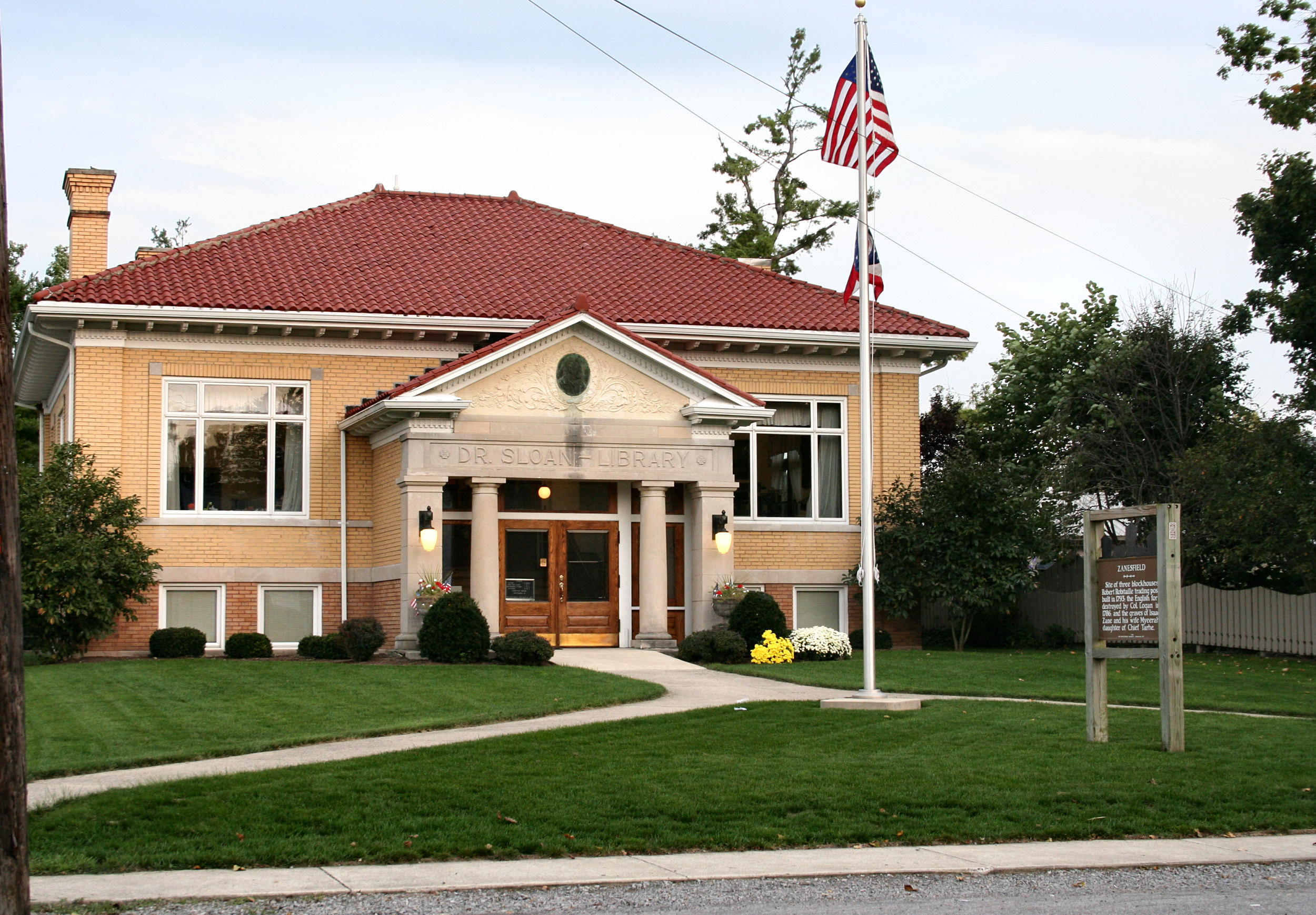
Sloan Library in Zanesfield, Ohio